# Baby op maat
Een baby op maat is een genetisch geselecteerd kind. Men kiest bijvoorbeeld uit een groep bevruchte eicellen alleen die cellen waaruit een kind kan groeien met bepaalde genetische eigenschappen. Die eicel(len) wordt of worden dan in de baarmoeder van de moeder geplaatst en ontwikkelt of ontwikkelen zich tot kind.

## Motieven voor een baby op maat

### Donorbaby
Een van de motieven voor een baby op maat wordt geadviseerd door de Nederlandse Gezondheidsraad: een echtpaar heeft een kind met een bepaalde ernstige ziekte. Een tweede kind dat voldoet aan bepaalde genetische eisen kan de ziekte verhelpen of verminderen, doordat uit de navelstreng mesenchymatische stamcellen worden gehaald die als donorcellen kunnen dienen in de behandeling van de ziekte. De Gezondheidsraad vindt wel dat zo'n donorbaby zelf ook welkom moet zijn en bovendien moet het gezin intensief begeleid worden. Daarnaast is een voorwaarde dat er geen alternatieve therapie voor de ziekte beschikbaar is.

### Andere medische redenen
Om bepaalde ziekten uit te sluiten, kan er vooraf genetische selectie plaatsvinden. Die vindt in Nederland al plaats.

### Niet-medisch
Andere redenen om vooraf op bepaalde genetische eigenschappen te selecteren, kunnen zijn: de wens om per se een kind van een bepaald geslacht te krijgen, of de wens om een kind te krijgen met bepaalde uiterlijke kenmerken. Dit motief kan in Nederland, tot nog toe, niet als geldige reden voor genetische selectie worden aangevoerd. De Gezondheidsraad adviseert ook om selectie om niet-medische redenen verboden te laten blijven.